# Sainte-Feyre
Sainte-Feyre è un comune francese di 2 346 abitanti situato nel dipartimento della Creuse nella regione della Nuova Aquitania.

## Società

### Evoluzione demografica
Abitanti censiti

## Amministrazione

### Gemellaggi
- Kintzheim, Francia